# Alt Sankt Johann
Pour les articles homonymes, voir Saint-Jean-le-Vieux.
Alt Sankt Johann (français St-Jean-Le-Vieux) est une localité et une ancienne commune suisse du canton de Saint-Gall, située dans la commune de Wildhaus-Alt Sankt Johann.

## Histoire

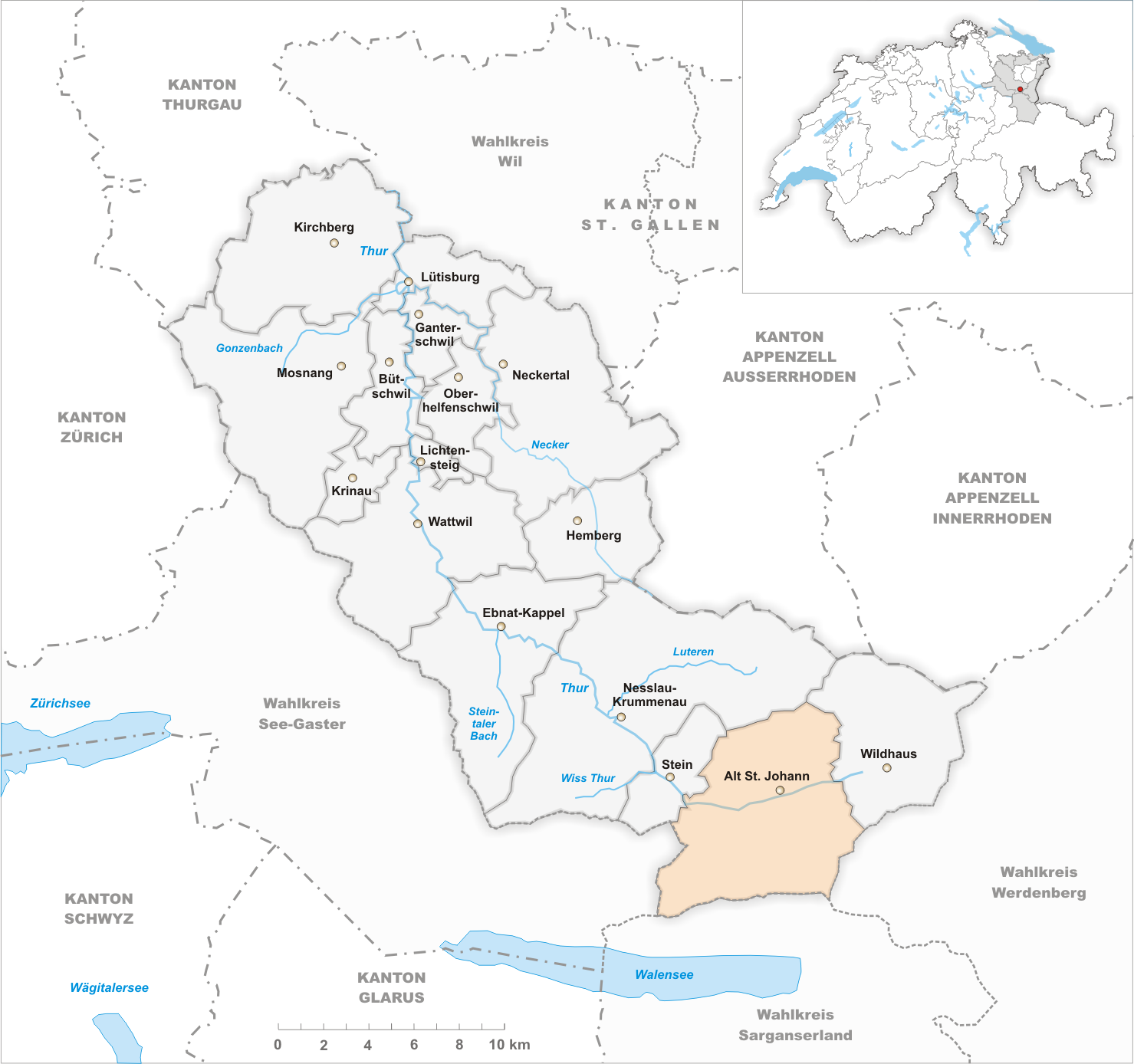
Situation géographique de l'ancienne commune de Alt Sankt Johann

Vue aérienne (1964)

Depuis le 1er janvier 2010, les communes de Wildhaus et Alt Sankt Johann ont fusionné pour former la commune de Wildhaus-Alt Sankt Johann. Son ancien numéro OFS est le 3351.

## Culture et patrimoine

### Monuments et curiosités
- L'église réformée est une ancienne chapelle, agrandie en 1817 et en 1861[2].
- L'ancienne abbaye de Bénédictins, fondée vers 1150, a été abandonnée en 1626 après un incendie[2].
- L'église conventuelle, aujourd'hui église paroissiale Saint-Jean, a été remaniée en 1869-70 par Johan Christoph Kunkler puis transformée et prolongée en 1939-40. Le clocher, situé dans le renfoncement nord du chœur, remonte aux alentours de 1770[2].
- L'ancien prieuré, bâtiment en bois postérieur à 1626, a servi ensuite de cure et maison du chapelain[2].
- Le Wildmannlisloch (ou Trou du sauvage), situé au Selun dans la chaîne des Churfirsten, abrita des nomades chasseurs d'ours, comme l'attestent des traces de foyers, des outils du paléolithique et des ossements d'ours des cavernes exhumés[2].